# Музей біблійних країн
Музей біблійних країн (івр. מוזיאון ארצות המקרא, англ. Bible Lands Museum) — музей в Єрусалимі (Ізраїль), який досліджує культуру народів, згаданих у Танаху, зокрема давніх єгиптян, ханаанців, філістимлян, арамеїв, хеттів, еламітів, фінікійців та персів. Метою музею є представлення культури цих народів в історичному контексті. Музей розташований в музейному комплексі району Гиват Рам, між Музеєм Ізраїлю, Національним університетом археології Ізраїлю та Музеєм науки ім. Блюмфільда.